# Dux Raetiae primae et secundae
Il Dux Raetiae primae et secundae era il comandante di truppe di limitanei nella diocesi dell'Italia annonaria. Suo diretto superiore era probabilmente al tempo della Notitia dignitatum (nel 400 circa), il comes Italiae, che a sua volta obbediva sia al magister peditum praesentalis per le unità di fanteria, sia al magister equitum praesentalis per quelle di cavalleria.

## Elenco unità
Era a capo di 10 unità (o distaccamenti) di fanteria e 6 di cavalleria, come risulterebbe dalla Notitia dignitatum:
- Praefectus legionis III Italicae, a Castra Regina, a Submuntorio, a Vimania Cassiliacum, a Cambidano, a Foetibus ed a Teriolis;[3]
- Praefectus militum Ursariensium, Guntiae;[3]
- Tribunus cohortis IX Batavorum, Batavis; Tribunus cohortis III Brittorum, Abusina; Tribunus cohortis VI Valeriaae Raetorum, Venaxamodorum; Tribunus cohortis I Herculeae Raetorum, Parroduno; Tribunus cohortis V Valeriae Frygum, Pinianis; Tribunus cohortis III Herculeae Pannoniorum, Caelio; Tribunus cohortis Herculeae Pannoniorum, Arbore;[3]
- Praefectus numeri barbaricariorum, presso Brecantia;[3]
- Equites stablesiani seniores, Augustanis; Equites stablesiani iuniores, Ponte Aoni ora Febians; Equites stablesiani iuniores, Submuntorio;[3]
- Praefectus alae I Flaviae Raetorum, Quintanis; Praefectus alae II Valeriae singularis, Vallatio; Praefectus alae II Valeriae Sequanorum, Vimania;[3]
- Tribunus gentis per Raetias deputatae, Teriolis ora Zirl.[4][3]